# Sĩ vọng
Sĩ vọng là một khoa thi nằm trong chế độ thi cử thời phong kiến, xuất hiện vào thời Lê Trung Hưng. Theo Lê Quý Đôn, khoa sĩ vọng còn được còn được gọi là khoa Hoành từ.
Khoa Sĩ vọng được tổ chức vào giữa hai kì thi Hội, sau kì thi Đình vài tháng. Mục đích là để chọn những người có danh vọng trong giới sĩ phu và tránh việc có những người tài bị bỏ sót ở các đại khoa. Do các kì thi Hội trong thời phong kiến thường diễn ra ba năm một lần nên nhiều sĩ tử do những hoàn cảnh khác nhau đã không có dịp tham dự. Ngoài ra, số lượng những người đỗ thi Hội là rất hạn chế, cho nên nhiều người mặc dù có tài năng song không thể trúng thi Hội. Mặt khác, trong khoảng thời gian này, triều đình vẫn cần có những người tài năng để phụng sự. Do đó, khoa Sĩ vọng được đề ra như một cơ hội cho các sĩ tử không có điều kiện tham dự vào các khoa thi Hội.
Vì là một khoa thi mang tính đột xuất như vậy nên khoa Sĩ vọng thường có đề thi không cố định và chặt chẽ, có thể hỏi thơ phú, sách, luận, tán, tụng, ca, châm v.v. Từ 1625, các thí sinh muốn dự thi khoa Sĩ vọng phải đỗ Hương cống, Cống sĩ. Nếu trúng tuyển bổ Tri huyện, Tự thừa, Tham nghị...
Những người đỗ khoa Sĩ vọng cũng được xem là Tiến sĩ, nhưng theo con đường không chính quy và cũng được triều đình trọng dụng. Các sĩ tử đỗ khoa này vẫn có thể tham dự kì thi Hội để nhận được học vị tiến sĩ chính thức (như trường hợp của Vũ Diễm, Ngô Thì Nhậm...)
Đến thời Nguyễn, khoa Sĩ vọng bị bãi bỏ.